# Bellisbusk
Bellisbusk (Olearia) er en slægt med ca. 130 arter, der er udbredt i Australien, Ny Guinea og New Zealand. Slægten rummer både urteagtige planter, buske og små træer, hvor det sidste er usædvanligt blandt medlemmer af Kurvblomst-familien. Bladene er spredtstillede (eller modsatte) og hele med hel eller tandet rand. Kurvene sidder endestillet – enten enkeltvis eller i større stande. De enkelte småkurve består af en yderrække af hunlige, randblomster og en skive af rørformede, tvekønnede blomster. Kronbladene er oftest hvide. Frugterne er nødder med fnok.
| Beskrevne arter |

- Træasters (Olearia nummulariifolia)

| Andre arter |

| - Olearia adenolasia - Olearia albida - Olearia algida - Olearia allomii - Olearia angustifolia - Olearia arborescens - Olearia arguta - Olearia arida - Olearia asterotricha - Olearia avicennifolia - Olearia axillaris - Olearia brachyglossa - Olearia brachyphylla - Olearia buchananii - Olearia calcarea - Olearia capillaris - Olearia cassiniae - Olearia chathamica - Olearia cheesmanii - Olearia ciliata - Olearia colensoi - Olearia conspicua - Olearia coriacea - Olearia dampieri - Olearia elaeophila - Olearia eremaea - Olearia ericoides - Olearia erubescens - Olearia exiguifolia - Olearia ferresii - Olearia floribunda - Olearia fluvialis - Olearia fragrantissima | - Olearia frostii - Olearia furfuracea - Olearia glandulosa - Olearia hectori - Olearia homolepis - Olearia hookeri - Olearia humilis - Olearia ilicifolia - Olearia imbricata - Olearia incana - Olearia incondita - Olearia insignis - Olearia iodochroa - Olearia laciniifolia - Olearia lacunosa - Olearia lanuginosa - Olearia ledifolia - Olearia lepidophylla - Olearia lirata - Olearia lyallii - Olearia macrodonta - Olearia magniflora - Olearia megalophylla - Olearia minor - Olearia moschata - Olearia mucronata - Olearia muelleri - Olearia muricata - Olearia myrsinoides - Olearia nernstii - Olearia obcordata - Olearia occidentissima - Olearia odorata | - Olearia oporina - Olearia pachyphylla - Olearia paniculata - Olearia pannosa - Olearia passerinoides - Olearia paucidentata - Olearia persoonioides - Olearia phlogopappa - Olearia picridifolia - Olearia pimeleoides - Olearia pinifolia - Olearia plucheacea - Olearia ramosissima - Olearia ramulosa - Olearia rani - Olearia revoluta - Olearia rotundifolia - Olearia rudis - Olearia semidentata - Olearia solandri - Olearia speciosa - Olearia strigosa - Olearia stuartii - Olearia subspicata - Olearia tasmanica - Olearia teretifolia - Olearia tomentosa - Olearia traversii - Olearia trifurcata - Olearia virgata - Olearia viscosa - Olearia xerophila |